# KR-6 기관총

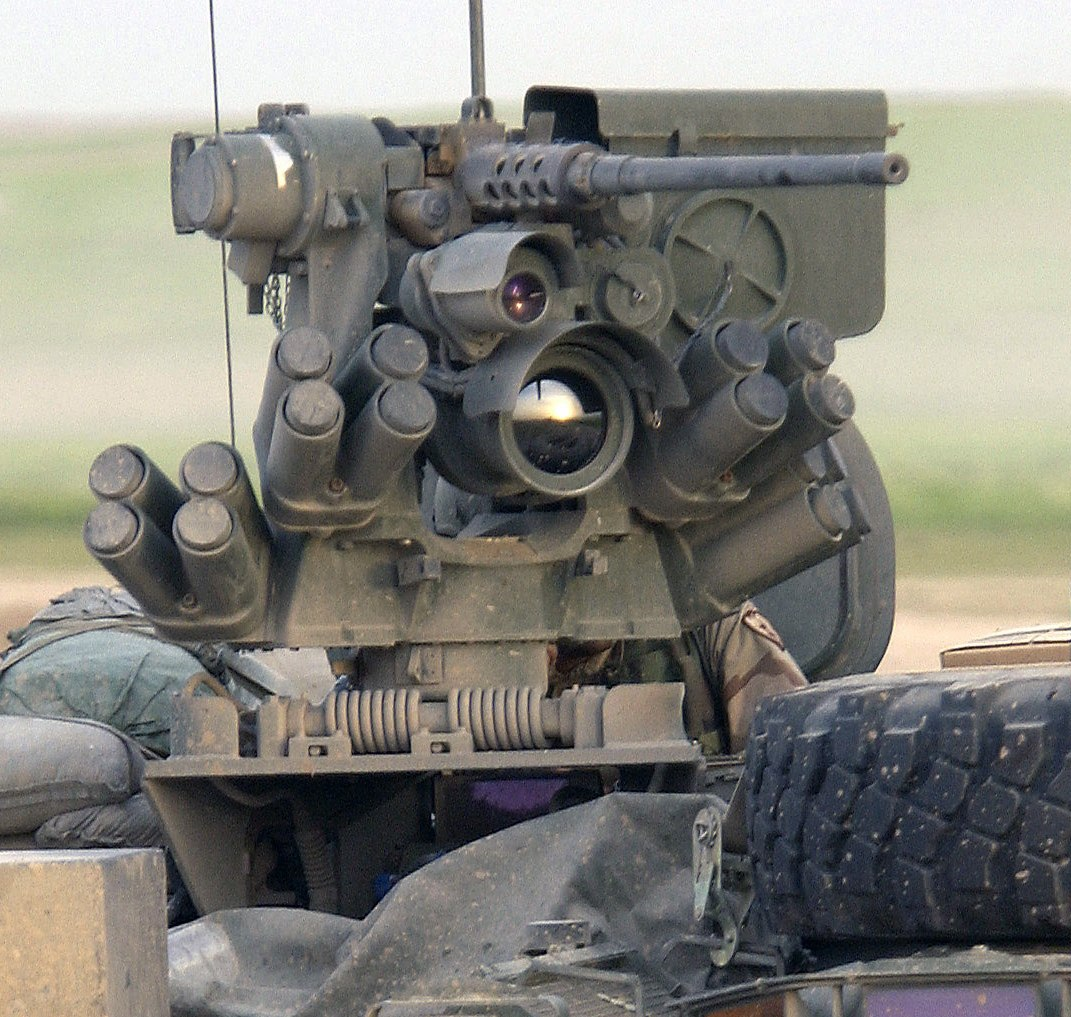
2005년 미국 M1126 스트라이커 장갑차에 설치된 M151 프로텍터. 12.7 mm M2 브라우닝의 RCWS

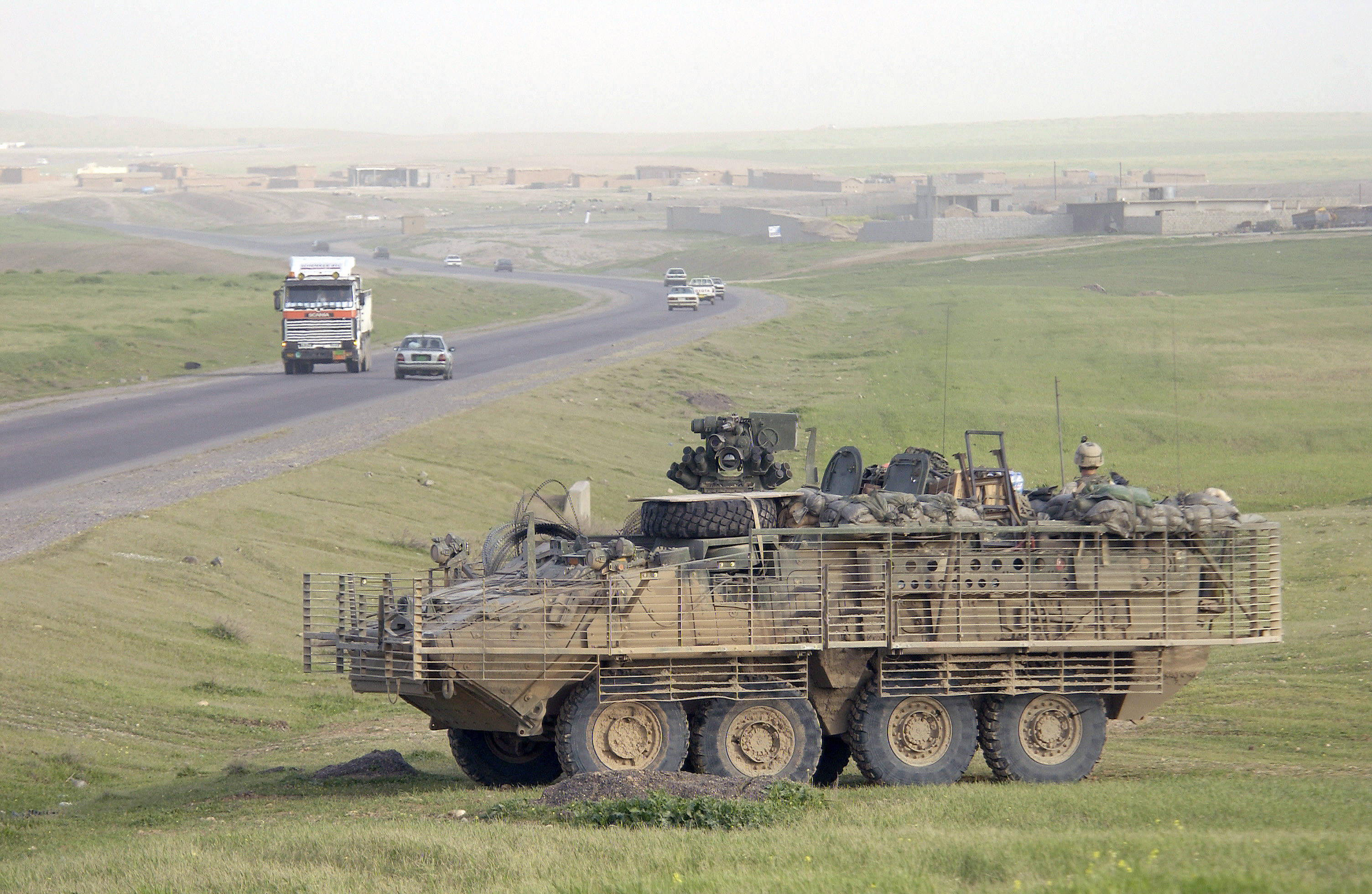
2005년 M151 프로텍터를 장착한 M1126 스트라이커 장갑차가 이라크를 순찰중이다.

KR-6 기관총은 현대위아에서 개발한 12.7 mm K-6 중기관총의 RCWS이다.

## 역사
KR-6 기관총은 미국의 M151 프로텍터와 같은 무기체계이다. 12.7 mm M2 브라우닝 중기관총을 국산화 한 게 12.7 mm K-6 기관총이고, K-6 기관총의 RCWS가 KR-6 기관총이다. 미국 M151 프로텍터는 2001년 12월 대량생산을 시작했으며, 12.7 mm M2 브라우닝 중기관총의 원격사격통제체계(RCWS)인데, 17개국에 17,000개가 판매되어 사용중이다.
K-6 기관총은 S&T중공업이, 원격사격통제체계(RCWS)는 현대위아가 제작했다. KR-6은 2015년부터 2016년까지 육군과 해병대, 해군 참수리 고속정 등에 설치됐다.
현대위아가 개발한 RCWS는 주ㆍ야간 고성능 카메라를 장착했다. 주간 카메라는 최대 2500ｍ, 야간 카메라는 최대 1800ｍ까지 동작을 인지할 수 있다. 최대 50개의 이동 표적으로 동시에 탐지 및 추적할 수 있다. 전차에 장착하면 위아래로 흔들려도 RCWS가 그에 맞춰 움직여 목표물을 안정적으로 조준할 수 있다.
2020년 5월 3일, 2020년 GP 총격 사건에서 고장이 났으며 국방부는 이에 따라 전방 GP의 모든 KR-6를 점검했지만, 이상이 없다고 밝혔다.